# Víctor Moreno Sevilla
Víctor Cecilio Moreno Sevilla (Cojedes, 15 de junio de 1985) es un ciclista profesional venezolano.

## Palmarés
2006
- 2.º en 1.ª etapa Vuelta Independencia Nacional, La Romana  República Dominicana
- 1.º en Campeonato de Venezuela de Ciclismo ContrarrelojContrarreloj Individual, Sub-23  Venezuela
- 1.º en 4.ª etapa parte A Vuelta al Estado Portuguesa  Venezuela
- 1.º en 4.ª etapa Vuelta a Aragua  Venezuela
- 1.º en 6.ª etapa Vuelta a Aragua  Venezuela
- 3.º en 1.ª etapa Vuelta a Venezuela Guasdualito  Venezuela
- 3.º en 2.ª etapa Vuelta a Venezuela, Barinas  Venezuela
- 3.º en 4.ª etapa Vuelta a Venezuela, Turen  Venezuela
- 2.º en 12.ª etapa Vuelta a Venezuela  Venezuela
- 3.º en 14.ª etapa Vuelta a Venezuela  Venezuela

2007
- 3.º en Clásico Aniversario Federación Ciclista de Venezuela, Guanare  Venezuela
- 2.º en Juegos del ALBA, Ruta, Contrarreloj Individual  Venezuela
- 3.º en Juegos del ALBA, Ruta  Venezuela
- 1.º en 12.ª etapa Vuelta a Venezuela, San Felipe  Venezuela
- 1.º en Juegos Deportivos Nacionales de Venezuela, Ruta, Contrarreloj Individual  Venezuela

2008
- 2.º en 4.ª etapa Vuelta al Táchira, Barinitas  Venezuela
- 1.º en Virgen de la Candelaria Carabobo, San Diego  Venezuela
- 1.º en Clásico Ciudad de Valencia, Valencia  Venezuela
- 2.º en Campeonato de Venezuela de Ciclismo Contrarreloj, Ruta, Contrarreloj Individual  Venezuela
- 1.º en 1.ª etapa Vuelta al Oriente  Venezuela
- 2.º en 1.ª etapa Vuelta Internacional al Estado Trujillo, Trujillo  Venezuela
- 1.º en 4.ª etapa Vuelta Internacional al Estado Trujillo, Valera  Venezuela
- 3.º en 10.ª etapa Vuelta a Venezuela  Venezuela
- 2.º en 8.ª etapa Clásico Ciclístico Banfoandes, Santa Ana  Venezuela
- 2.º en Clasificación General Final Vuelta al Estado Zulia  Venezuela

2009
- 4.º en 9.ª etapa Vuelta al Táchira, Rubio  Venezuela
- 2.º en Campeonato de Venezuela de Ciclismo Contrarreloj Contrarreloj Individual  Venezuela
- 2.º en 8.ª etapa Vuelta a Venezuela, Sanare  Venezuela
- 3.º en 2.ª etapa Vuelta a Lara, Barquisimeto  Venezuela
- 1.º en Clásico San Francisco de Asís  Venezuela

2012
- 2.º en Virgen de la Candelaria Carabobo, San Diego  Venezuela

2013
- 1.º en 2.ª etapa Vuelta a Paria  Venezuela
- 1.º en 4.ª etapa Vuelta a Venezuela, Altagracia de Orituco  Venezuela
- 2.º en Clásico Virgen de la Begoña, Naguanagua  Venezuela
- 1.º en Campeonato Nacional, Pista, Persecución  Venezuela
- 1.º en Copa Cobernador de Carabobo  Venezuela

2014
- 3.º en Juegos Suramericanos de 2014, Pista, Persecución por Equipos  Chile
- 3.º en Clásico Gobernación de Anzoátegui, Puerto La Cruz  Venezuela
- 3.º en XXII Juegos Centroamericanos y del Caribe, Pista, Persecución por Equipos  México
- 3.º en XXII Juegos Centroamericanos y del Caribe, Pista, Omnium  México

2015
- 3.º en 2.ª etapa Vuelta a Río Grande del Sur, São Francisco de Paula  Brasil
- 6.º en Clasificación General Final Vuelta a Río Grande del Sur  Brasil
- 1.º en Copa Cuba de Pista, Persecución por Equipos, Habana  Cuba

## Equipos
- 2007  Gobernación del Zulia - Alcaldía de Cabimas
- 2008  Gobernación del Zulia
- 2009  Alcaldía de Maracaibo
- 2014  Gobernación de Carabobo
- 2020 cafetín la mina PORTUGUESA